# Helig
Helig är ett ord från fornsvenskan, helagher, heligher, hälig, med betydelsen 'okränkbar', 'fridlyst, 'som ej får skadas', i modern betydelse 'som anses stå i nära förbindelse med det gudomliga och därför behandlas med religiös vördnad', både om konkreta och abstrakta företeelser (okränkbar).
Ett motsvarande begrepp för "helig" förekommer i de flesta, för att inte säga alla, religioner. Vad som betecknas eller uppfattas som heligt kan variera. Det polynesiska ordet tabu avser föremål och platser som deras religion håller för heliga och som därför bara får beröras på ett särskilt sätt. 
Kristendomen övertog begreppet från judendomen, och det förekommer flera omnämnanden av "helig" i Gamla Testamentet. Det har varit en tvistefråga huruvida "det heliga" som nämns i GT (hebreiska: qadosh - 'annorlunda', 'satt utanför', 'avskild ifrån ngn tillhörighet') skall uppfattas som en makt eller som en synonym till "gudomlig"; för judar och kristna är det oavsett vilket ett epitet för Gud. 
Det som hör till Gud, helgedomar som Jerusalems tempel, och som har kommit från Gud, som till exempel Mose lag, har del av det heliga och är därför okränkbara. Det heliga får därför inte beröras av människor utan att de först renat sig rituellt, vigt sig, eller på annat sätt som angivits "helgat sig", vilket för de abrahamitiska religionerna handlar om en moralisk integritet förr än en konkret tvagning. Det betraktas som en stor synd och ett svårt brott att vanhelga vad som är heligt, genom att orena det eller på annat sätt göra intrång på dess integritet. 
Heligheten hos Jahve är hans främsta kännetecken. Därför ligger det i själva namnet att den Helige anden är en manifestation och en uppenbarelse av Gud. Änglar har samma roll som den Helige anden: eftersom Gud är så helig och inte kan komma i närheten av det orena, fungerar änglarna som mellanled mellan Gud och människan (se Sanctus), som inte är helig utan ohelig, vardaglig (hebreiska: chol). Graden av ohelighet kan variera, från ickegudomlig (chol), till tillspillogiven (cheræm). Men om cheræm är tillräckligt stegrad kan det i sig vara ett slag av helighet, såsom mörk, främmande och bannlyst, vilken kräver utrotning och är tabu.
Såsom Guds tjänare får präster del av Guds helighet, varför Aron, till exempel, kallas "Guds helige" (Psaltaren 106:16). Ordet kom så småningom att även innefatta dem som närvarade i gudstjänsterna, och sedan hela Guds folk, Israels folk. Guds folk kom därför att betraktas som religiöst "rena" i motsats till hedningar, icke-israeler, som betraktas som orena, oheliga, eftersom de inte tjänar Gud. Fastän Gud är upphöjd över sin skapelse, ställer han som krav på människan att hon skall vara helig som han: ”Ni skall vara heliga, ty jag är helig” (Tredje Mosebok 19:2).
I Nya Testamentet används det grekiska ordet hagiosynæ för helig. Det föreligger ingen skillnad i den lexikala betydelsen. I Nya Testementet används det dock oftare om vad som tillkommer Gud än om Gud själv. Helighet utmärker dem som kallats att tjäna Gud, som uppfylls av helig ande genom att Kristus offrade sig själv för människan och genom apostlarnas omsorg. Helighet betecknar ett slag av livsföring, men är dock inte en rent moralisk egenskap; människan kan inte bli helige uteslutande genom att vara moralisk. I olika ställen i Nya Testementet används ordet för Kristus och Kristi församling, men i Uppenbarelseboken (14:12, 17:6) åsyftas bara helgonen och martyrerna, och i Första Thessalonikerbrevet (3:13) avses bara änglarna. För kristendomens del har specifika kristna riter, platser och människor förklarats vara heliga, så till exempel sakramenten.